# Playoffs WNBA 2022
Navigation
Playoffs 2021 Playoffs 2023
Les playoffs WNBA 2022 sont les séries éliminatoires (en anglais : playoffs) de la saison WNBA 2022. Cette post-saison s'est terminée avec les Aces de Las Vegas remportant leur premier championnat.

## Format
En novembre 2021, le conseil des gouverneurs de la WNBA a officialisé un nouveau système de séries éliminatoires qui structurera les séries éliminatoires de 2022. Le nouveau format des séries éliminatoires a supprimé les matchs à élimination directe des deux premiers tours au profit d'un quart de finale au meilleur des 3. En conséquence, les huit équipes éliminatoires, classées selon le record global de la saison régulière, quelle que soit la conférence (1 contre 8, 2 contre 7, 3 contre 6, 4 contre 5), commenceront les séries éliminatoires au premier tour. Depuis 2016, les têtes de série 3 et 4 ont reçu un laissez-passer pour le deuxième tour (jeu unique) et les têtes de série 1 et 2 ont reçu un laissez-passer pour les demi-finales (meilleur des 5). Dans la série du premier tour, l'équipe la mieux classée accueillera les matchs 1 et 2, et l'équipe la moins bien classée accueillera le match 3 si nécessaire. En demi-finale, aucun réensemencement n'aura lieu, ce qui signifie que les gagnants de la série 1 contre 8 seront jumelés avec le gagnant de la série 4 contre 5, tout comme les gagnants des séries 2 contre 7 et 3 contre 6. série. Les demi-finales etles finalesrestent les meilleures séries de 5 dans les séquences l'équipe la mieux classée organise les matchs 1, 2 et (si nécessaire) 5 tandis que l'équipe la moins bien bien classée accueille les matchs 3 et (si nécessaire) 4.

## Équipes qualifiées
Pour la première fois depuis 2016, quatre équipes de chaque conférence se sont qualifiées pour les séries éliminatoires. Au cours des cinq années consécutives précédentes, une équipe supplémentaire de la Conférence Ouest s'est qualifiée pour les séries éliminatoires. Sept des huit équipes des séries éliminatoires étaient en les mêmes qu'en 2021. La seule différence était que les Washington Mystics se sont qualifiées cette année au lieu des Minnesota Lynx.
| 1 | Aces de Las Vegas     | 26–10 | 24 juillet | 14 août |
| 2 | Sky de Chicago        | 26–10 | 20 juillet | -       |
| 3 | Sun du Connecticut    | 25–11 | 28 juillet | -       |
| 4 | Storm de Seattle      | 22–14 | 30 juillet | -       |
| 5 | Mystics de Washington | 22–14 | 30 juillet | -       |
| 6 | Wings de Dallas       | 18–18 | 8 août     | -       |
| 7 | Liberty de New York   | 16–20 | 14 août    | -       |
| 8 | Mercury de Phoenix    | 15–21 | 14 août    | -       |

## Playoffs

### Tableau
|  | Premier tour | Premier tour        | Premier tour       |                    |                    | Demi-finales      | Demi-finales | Demi-finales |  |  | Finale | Finale            | Finale |
|  |              |                     |                    |                    |                    |                   |              |              |  |  |        |                   |        |
|  | 1            | Aces de Las Vegas   | 2                  |                    |                    |                   |              |              |  |  |        |                   |        |
|  | 8            | Mercury de Phoenix  | 0                  |                    |                    |                   |              |              |  |  |        |                   |        |
|  | 8            | Mercury de Phoenix  | 0                  |                    | 1                  | Aces de Las Vegas | 3            |              |  |  |        |                   |        |
|  |              |                     |                    |                    | 1                  | Aces de Las Vegas | 3            |              |  |  |        |                   |        |
|  |              | 4                   | Storm de Seattle   | 1                  |                    |                   |              |              |  |  |        |                   |        |
|  | 4            | 4                   | Storm de Seattle   | 1                  | Storm de Seattle   | 2                 |              |              |  |  |        |                   |        |
|  | 4            |                     |                    |                    | Storm de Seattle   | 2                 |              |              |  |  |        |                   |        |
|  | 5            | Mystics Washington  | 0                  |                    |                    |                   |              |              |  |  |        |                   |        |
|  |              |                     |                    |                    |                    |                   |              |              |  |  | 1      | Aces de Las Vegas | 3      |
|  |              |                     | 3                  | Sun du Connecticut | 1                  |                   |              |              |  |  |        |                   |        |
|  | 2            | Sky de Chicago      | 2                  |                    |                    |                   |              |              |  |  |        |                   |        |
|  | 7            | Liberty de New York | 1                  |                    |                    |                   |              |              |  |  |        |                   |        |
|  | 7            | Liberty de New York | 1                  |                    | 2                  | Sky de Chicago    | 2            |              |  |  |        |                   |        |
|  |              |                     |                    |                    | 2                  | Sky de Chicago    | 2            |              |  |  |        |                   |        |
|  |              | 3                   | Sun du Connecticut | 3                  |                    |                   |              |              |  |  |        |                   |        |
|  | 3            | 3                   | Sun du Connecticut | 3                  | Sun du Connecticut | 2                 |              |              |  |  |        |                   |        |
|  | 3            |                     |                    |                    | Sun du Connecticut | 2                 |              |              |  |  |        |                   |        |
|  | 6            | Wings de Dallas     | 1                  |                    |                    |                   |              |              |  |  |        |                   |        |

### Premier tour

#### Aces de Las Vegas vs. Mercury de Phoenix (2-0)
La première tête de série les Aces de Las Vegas affronte la huitième tête de série le Mercury de Phoenix. Las Vegas est entré dans la série après avoir remporté huit de ses dix derniers matchs, dont une victoire en Commissioner’s Cup. Phoenix est entré dans la série après avoir perdu cinq de ses dix derniers matchs et perdu le dernier match de la saison régulière. Phoenix a obtenu la huitième et dernière place des playoffs le dernier jour de la saison. Les Aces remporté la série en saison régulière 3-0. Les Aces ont remporté la série deux matchs à zéro.
Matchs de saison régulière
| 6 mai 2022 | Rapport | Aces de Las Vegas 106, Mercury de Phoenix 88 | Aces de Las Vegas 106, Mercury de Phoenix 88 | Aces de Las Vegas 106, Mercury de Phoenix 88 |  | Footprint Center |

| 17 mai 2022 | Rapport | Mercury de Phoenix 74, Aces de Las Vegas 86 | Mercury de Phoenix 74, Aces de Las Vegas 86 | Mercury de Phoenix 74, Aces de Las Vegas 86 |  | Michelob Ultra Arena |

| 21 mai 2022 | Rapport | Mercury de Phoenix 80, Aces de Las Vegas 100 | Mercury de Phoenix 80, Aces de Las Vegas 100 | Mercury de Phoenix 80, Aces de Las Vegas 100 |  | Michelob Ultra Arena |

Match 1
Le premier match a commencé sur une rencontre serrée avec les Aces remportant le premier quart-temps 21-20. Ils ont continué à construire une légère avance et ont pris une menée 42-37 à la fin du deuxième quart-temps au moment de la mi-temps. Les deux équipes ont eu du mal à marquer des points lors du troisième quart-temps, les deux équipes n'ont marqué que neuf points chacune, les Aces menant 51-46. Cependant, les As ont accéléré dans le quatrième quart-temps remportant le match 79-63. La joueuse qui a marqué le plus de points du match et Kelsey Plum avec vingt-deux points. Chelsea Gray en a marqué dix-sept points et Jackie Young a marqué seize points. Les Aces ont également deux joueuses avec des rebonds à deux chiffres Kiah Stokes avec treize et A'ja Wilson avec douze. Le Mercury a trois joueuses qui on marquer plus de dix points, Diamond DeShields avec dix-huit points, Megan Gustafson et Sophie Cunningham avec douze point chacune. Brianna Turner est la joueuse qui a pris le plus de rebonds avec un total de seize.
| 17 août 2022 22h00 EDT | Rapport | #1 Aces de Las Vegas 79, #8 Mercury de Phoenix 63   | #1 Aces de Las Vegas 79, #8 Mercury de Phoenix 63 | #1 Aces de Las Vegas 79, #8 Mercury de Phoenix 63         |  | Michelob Ultra Arena Affluence : 8,725 Arbitres : Roy Gulbeyan, Amy Bonner, Tony Patillo, Clare Aubry | ESPN, NBA TV Canada |
| 17 août 2022 22h00 EDT | Rapport | Score par quart-temps : 21–20, 21–17, 9–9, 28–17    |                                                   |                                                           |  | Michelob Ultra Arena Affluence : 8,725 Arbitres : Roy Gulbeyan, Amy Bonner, Tony Patillo, Clare Aubry | ESPN, NBA TV Canada |
| 17 août 2022 22h00 EDT | Rapport | Score par mi-temps : 42-37, 37-26                   |                                                   |                                                           |  | Michelob Ultra Arena Affluence : 8,725 Arbitres : Roy Gulbeyan, Amy Bonner, Tony Patillo, Clare Aubry | ESPN, NBA TV Canada |
| 17 août 2022 22h00 EDT | Rapport | Kelsey Plum (22) Kiah Stokes (13) Deux joueuses (4) | Points Rebonds Passes d.                          | Diamond DeShields (18) Brianna Turner (16) Shey Peddy (5) |  | Michelob Ultra Arena Affluence : 8,725 Arbitres : Roy Gulbeyan, Amy Bonner, Tony Patillo, Clare Aubry | ESPN, NBA TV Canada |
| 17 août 2022 22h00 EDT | Rapport | Las Vegas méne la série 1 à 0                       |                                                   |                                                           |  | Michelob Ultra Arena Affluence : 8,725 Arbitres : Roy Gulbeyan, Amy Bonner, Tony Patillo, Clare Aubry | ESPN, NBA TV Canada |

Match 2
Les deux équipes ont commencé fort le deuxième match et le premier quart-temps s'est terminé en 34-30 en faveur de Las Vegas. Cependant, Phoenix a baissé de rythme lors du deuxième quart-temps, ne marquant que 14 points et Las Vegas mener à la mi-temps 63-54. L'avance de dix-neuf points à la mi-temps de Las Vegas n'a fait que croître pendant le troisième quart-temps, puisqu'ils ont mené 93-59 à la fin du quart-temps. Malgré une avance de trente-quatre points au quatrième quart-temps, Las Vegas n'a pas baisser de rythme et a continué d'augmenter son avance, remportant le match 117-80, gagnant le match par trente-sept points. Les Aces avaient six joueuses a plus de dix points, menés par Chelsea Gray avec vingt-sept points, Kelsey Plum a vingt-deux points, A'ja Wilson a dix-sept points, Jackie Young a quinze points et Riquna Williams et Kierstan Bell avec onze points depuis le banc. Le Mercury n'avait que deux joueuses avec plus de dix points, Kaela Davis a mené l'équipe avec vingt-trois points en sortie de banc et Diamond DeShields Avec vingt et un points.
| 20 août 2022 21h00 EDT | Rapport | #1 Aces de Las Vegas 117, #8 Mercury de Phoenix 80     | #1 Aces de Las Vegas 117, #8 Mercury de Phoenix 80 | #1 Aces de Las Vegas 117, #8 Mercury de Phoenix 80      |  | Michelob Ultra Arena Affluence : 9,126 Arbitres : Maj Forsberg, Tiara Kruse, Matt Kallio, Clare Aubry | ESPN2, NBA TV Canada |
| 20 août 2022 21h00 EDT | Rapport | Score par quart-temps : 34–30, 29–14, 30–15, 24–21     |                                                    |                                                         |  | Michelob Ultra Arena Affluence : 9,126 Arbitres : Maj Forsberg, Tiara Kruse, Matt Kallio, Clare Aubry | ESPN2, NBA TV Canada |
| 20 août 2022 21h00 EDT | Rapport | Score par mi-temps : 63-44, 54-36                      |                                                    |                                                         |  | Michelob Ultra Arena Affluence : 9,126 Arbitres : Maj Forsberg, Tiara Kruse, Matt Kallio, Clare Aubry | ESPN2, NBA TV Canada |
| 20 août 2022 21h00 EDT | Rapport | Chelsea Gray (27) Riquna Williams (5) Chelsea Gray (8) | Points Rebonds Passes d.                           | Kaela Davis (23) Brianna Turner (7) Quatre joueuses (3) |  | Michelob Ultra Arena Affluence : 9,126 Arbitres : Maj Forsberg, Tiara Kruse, Matt Kallio, Clare Aubry | ESPN2, NBA TV Canada |
| 20 août 2022 21h00 EDT | Rapport | Las Vegas remporte la série 2 à 0                      |                                                    |                                                         |  | Michelob Ultra Arena Affluence : 9,126 Arbitres : Maj Forsberg, Tiara Kruse, Matt Kallio, Clare Aubry | ESPN2, NBA TV Canada |

#### Sky de Chicago vs. Liberty de New York (2-1)
La deuxième tête de série le Sky de Chicago affronté la septième tête de série de la série le Liberty de New York. Chicago est entré dans la série après avoir perdu sept de ses dix derniers matchs de saison régulière. Chicago a perdu contre Las Vegas lors de son avant-dernier match de la saison et fini à la deuxième place. New York est entré dans la série après avoir également perdu sept de ses dix derniers matchs de saison régulière. Leur victoire lors de la dernière journée contre Atlanta leur a assuré la septième tête de série des playoffs. Chicago a remporté la série de la saison régulière 3-1.
Matchs de saison régulière
| 11 mai 2022 | Rapport | Liberty de New York 50, Sky de Chicago 83 | Liberty de New York 50, Sky de Chicago 83 | Liberty de New York 50, Sky de Chicago 83 |  | Wintrust Arena |

| 12 juin 2022 | Rapport | Sky de Chicago 88, Liberty de New York 86 | Sky de Chicago 88, Liberty de New York 86 | Sky de Chicago 88, Liberty de New York 86 |  | Barclays Center |

| 23 juillet 2022 | Rapport | Sky de Chicago 80, Liberty de New York 83 | Sky de Chicago 80, Liberty de New York 83 | Sky de Chicago 80, Liberty de New York 83 |  | Barclays Center |

| 29 juillet 2022 | Rapport | Liberty de New York 81, Sky de Chicago 89 | Liberty de New York 81, Sky de Chicago 89 | Liberty de New York 81, Sky de Chicago 89 |  | Wintrust Arena |

Match 1
Le premier match de la série à commencer était une affaire de va-et-vient, Chicago remportant le premier quart-temps 24-20. New York est revenu en force pour remporter le deuxième quart 28-21 menant 48-45 et leur donnant une avance de trois points à la mi-temps. Chicago est sorti fort de la mi-temps, remportant le troisième quart-temps pour mener 74-73 et prenant une avance d'un point dans la dernière période. Chicago avait une avance de six points avec 6 minute 36 restant dans le match, mais n'a pas réussi à marquer un autre point. New York a fait un run de 13-0 pour remporter le quatrième quart-temps pour remporter le match 98-91. Cette victoire était la première victoire de New York en playoffs depuis 2015. Les Liberty ont été menés par Natasha Howard et Sabrina Ionescu qui ont toutes les deux marqués vingt-deux points. Betnijah Laney a marquer dix-sept points et Stefanie Dolson treize points. Aucun joueur du Liberty a terminé le match avec plus de 10 rebonds. Le Sky a été mené Kahleah Copper avec vingt et un points marquer. Allie Quigley en a marqué dix-huit, Candace Parker dix-sept, Azurá Stevens seize et Courtney Vandersloot en a marqué treize. Parker et Vandersloot ont enregistré deux doubles-doubles en ajoutant respectivement dix rebonds et dix passes décisives.
| 17 août 2022 20h00 EDT | Rapport | #2 Sky de Chicago 91, #7 Liberty de New York 98                   | #2 Sky de Chicago 91, #7 Liberty de New York 98 | #2 Sky de Chicago 91, #7 Liberty de New York 98           |  | Wintrust Arena Affluence : 7,524 Arbitres : Jeff Wooten, Cheryl Flores, Isaac Barnett, Angel Kent | ESPN2, SN360 |
| 17 août 2022 20h00 EDT | Rapport | Score par quart-temps : 24–20, 21–28, 29–25, 17–25                |                                                 |                                                           |  | Wintrust Arena Affluence : 7,524 Arbitres : Jeff Wooten, Cheryl Flores, Isaac Barnett, Angel Kent | ESPN2, SN360 |
| 17 août 2022 20h00 EDT | Rapport | Score par mi-temps : 45-48, 46-50                                 |                                                 |                                                           |  | Wintrust Arena Affluence : 7,524 Arbitres : Jeff Wooten, Cheryl Flores, Isaac Barnett, Angel Kent | ESPN2, SN360 |
| 17 août 2022 20h00 EDT | Rapport | Kahleah Copper (21) Candace Parker (10) Courtney Vandersloot (10) | Points Rebonds Passes d.                        | Deux joueuses (22) Trois joueuses (7) Marine Johannès (7) |  | Wintrust Arena Affluence : 7,524 Arbitres : Jeff Wooten, Cheryl Flores, Isaac Barnett, Angel Kent | ESPN2, SN360 |
| 17 août 2022 20h00 EDT | Rapport | New York méne la série 1 à 0                                      |                                                 |                                                           |  | Wintrust Arena Affluence : 7,524 Arbitres : Jeff Wooten, Cheryl Flores, Isaac Barnett, Angel Kent | ESPN2, SN360 |

Match 2
Chicago a pris une avance rapide dans le deuxième match de la série, remportant le premier quart-temps 31-10. Elles ont continué à construire leur avance au deuxième quart-temps, menant 52-28 à la mi-temps. Le Sky s'appuie sur cette avance de vingt-quatre points à la mi-temps pour alourdir le score dans le troisième quart-temps, menant 83-44. Leur avance de trente-neuf points s'avère insurmontable. New York a remporté le quatrième quart-temps 18-17, mais cela a permis au Sky de gagner le match par trente-huit points pour forcer un troisième match de la série. Chicago avait cinq joueurs avec plus de dix points, Kahleah Copper avec vingt points, Candace Parker en double-double avec douze points et douze rebonds, Courtney Vandersloot avec seize points Azurá Stevens avec quatorze points et Rebekah Gardner avec onze points. Le Liberty n'avait que deux joueuses à dix points, Michaela Onyenwere et Han Xu.
| 20 août 2022 12h00 EDT | Rapport | #2 Sky de Chicago 100, #7 Liberty de New York 62          | #2 Sky de Chicago 100, #7 Liberty de New York 62 | #2 Sky de Chicago 100, #7 Liberty de New York 62         |  | Wintrust Arena Affluence : 7,732 Arbitres : Eric Brewton, Toni Patillo, Randy Richardson, Angel Kent | ESPN, NBA TV Canada |
| 20 août 2022 12h00 EDT | Rapport | Score par quart-temps : 31–10, 21–18, 31–16, 17–18        |                                                  |                                                          |  | Wintrust Arena Affluence : 7,732 Arbitres : Eric Brewton, Toni Patillo, Randy Richardson, Angel Kent | ESPN, NBA TV Canada |
| 20 août 2022 12h00 EDT | Rapport | Score par mi-temps : 52-28, 48-34                         |                                                  |                                                          |  | Wintrust Arena Affluence : 7,732 Arbitres : Eric Brewton, Toni Patillo, Randy Richardson, Angel Kent | ESPN, NBA TV Canada |
| 20 août 2022 12h00 EDT | Rapport | Kahleah Copper (20) Candace Parker (12) Allie Quigley (8) | Points Rebonds Passes d.                         | Deux joueuses (10) Deux joueuses (5) Quatre joueuses (3) |  | Wintrust Arena Affluence : 7,732 Arbitres : Eric Brewton, Toni Patillo, Randy Richardson, Angel Kent | ESPN, NBA TV Canada |
| 20 août 2022 12h00 EDT | Rapport | Égalité dans la série 1 à 1                               |                                                  |                                                          |  | Wintrust Arena Affluence : 7,732 Arbitres : Eric Brewton, Toni Patillo, Randy Richardson, Angel Kent | ESPN, NBA TV Canada |

Match 3
Le troisième match décisif de la série a commencé de manière assez uniforme, Chicago remportant le premier quart-temps 25-20. Chicago a continué à construire une avance tout au long du deuxième quart-temps pour mener 54-42 à la mi-temps avec une avance de douze points. Le Liberty a rebondi après la mi-temps pour remporter le troisième quart-temps par deux points, réduisant l'avance de Sky à dix. Cependant, le Sky a remporté le quatrième quart-temps 22-14 pour remporter le match 90-72 et remporter la série 2-1. Le Sky avait six joueuses qui ont marqué plus de dix points et deux joueuses ont enregistré un doubles-doubles. Leurs meilleures marqueuses sont Kahleah Copper et Allie Quigley qui ont tous les deux marqué quinze points. Candace Parker et Courtney Vandersloot ont réalisé un double-double chacune avec quatorze points et treize rebonds et quatorze points et dix passes. Emma Meesseman et Azurá Stevens ont marqué douze points chacune. Le Liberty avait trois joueuses qui ont marqué plus de dix points, menés par Betnijah Laney avec quinze points, Natasha Howard et Sabrina Ionescu avec quatorze points.
| 23 août 2022 21h00 EDT | Rapport | #7 Liberty de New York 72, #2 Sky de Chicago 90           | #7 Liberty de New York 72, #2 Sky de Chicago 90 | #7 Liberty de New York 72, #2 Sky de Chicago 90                  |  | Barclays Center Affluence : 7,836 Arbitres : Maj Forsberg, Tim Greene, Tiara Cruse, Dannica Mosher | ESPN, TSN1/4 |
| 23 août 2022 21h00 EDT | Rapport | Score par quart-temps : 20–25, 22–29, 16–14, 14–22        |                                                 |                                                                  |  | Barclays Center Affluence : 7,836 Arbitres : Maj Forsberg, Tim Greene, Tiara Cruse, Dannica Mosher | ESPN, TSN1/4 |
| 23 août 2022 21h00 EDT | Rapport | Score par mi-temps : 42-54, 30-36                         |                                                 |                                                                  |  | Barclays Center Affluence : 7,836 Arbitres : Maj Forsberg, Tim Greene, Tiara Cruse, Dannica Mosher | ESPN, TSN1/4 |
| 23 août 2022 21h00 EDT | Rapport | Betnijah Laney (15) Natasha Howard (11) Deux joueuses (4) | Points Rebonds Passes d.                        | Deux joueuses (15) Candace Parker (13) Courtney Vandersloot (10) |  | Barclays Center Affluence : 7,836 Arbitres : Maj Forsberg, Tim Greene, Tiara Cruse, Dannica Mosher | ESPN, TSN1/4 |
| 23 août 2022 21h00 EDT | Rapport | Chicago remporte la série 2 à 1                           |                                                 |                                                                  |  | Barclays Center Affluence : 7,836 Arbitres : Maj Forsberg, Tim Greene, Tiara Cruse, Dannica Mosher | ESPN, TSN1/4 |

#### Sun du Connecticut vs. Wings de Dallas (2-1)
Le Sun du Connecticut, troisième, a joué contre les Wings de Dallas, sixième. Le Connecticut est entré dans la série après avoir remporté huit de ses dix derniers matchs, avec ses seules défaites de la saison contre le Chicago Sky, deuxième. Dallas est entré dans la série après avoir remporté sept de ses dix derniers matchs, dont des victoires à Las Vegas contre les Aces et à Chicago contre le Sky. Dallas a remporté la série de la saison régulière 2-1.
Matchs de saison régulière
| 24 mai 2022 | Rapport | Wings de Dallas 85, Sun du Connecticut 77 | Wings de Dallas 85, Sun du Connecticut 77 | Wings de Dallas 85, Sun du Connecticut 77 |  | Mohegan Sun Arena |

| 26 juin 2022 | Rapport | Wings de Dallas 68, Sun du Connecticut 99 | Wings de Dallas 68, Sun du Connecticut 99 | Wings de Dallas 68, Sun du Connecticut 99 |  | Mohegan Sun Arena |

| 5 juillet 2022 | Rapport | Sun du Connecticut 71, Wings de Dallas 82 | Sun du Connecticut 71, Wings de Dallas 82 | Sun du Connecticut 71, Wings de Dallas 82 |  | College Park Center |

Match 1
Le premier match a commencé serrée dès le début avec le Connecticut remportant le premier quart-temps 22-19. Le Connecticut a continué à construire une avance tout au long du deuxième quart-temps et à mener 47-37 à la mi-temps. Leur domination s'est poursuivie au troisième quart-temps, avec un score 61-50 en faveur du Sun. Ils ne se sont pas reposés sur leur avance dans le quatrième, remportant le match 93-68. Le Sun a cinq joueuses qui ont marqué plu de dix points, Jonquel Jones avec dix-neuf points, Alyssa Thomas quinze points et qui a obtenu un double-double avec dix rebonds, DiJonai Carrington avec treize points DeWanna Bonner douze points et Courtney Williams avec dix points. Les Wings avaient quatre joueuses qui ont marqué plu de dix points, Allisha Gray qui a marquer dix-sept points, Tyasha Harris treize points, Marina Mabrey onze points et Satou Sabally qui termine avec dix points.
| 18 août 2022 20h00 EDT | Rapport | #3 Sun du Connecticut 93, #6 Wings de Dallas 68         | #3 Sun du Connecticut 93, #6 Wings de Dallas 68 | #3 Sun du Connecticut 93, #6 Wings de Dallas 68        |  | Mohegan Sun Arena Affluence : 4,797 Arbitres : Eric Brewton, Kurt Walker, Jenna Reneau, Dannica Mosher | ESPNU/NBA TV, TSN2 |
| 18 août 2022 20h00 EDT | Rapport | Score par quart-temps : 22–19, 25–18, 21–13, 25–18      |                                                 |                                                        |  | Mohegan Sun Arena Affluence : 4,797 Arbitres : Eric Brewton, Kurt Walker, Jenna Reneau, Dannica Mosher | ESPNU/NBA TV, TSN2 |
| 18 août 2022 20h00 EDT | Rapport | Score par mi-temps : 47-37, 46-31                       |                                                 |                                                        |  | Mohegan Sun Arena Affluence : 4,797 Arbitres : Eric Brewton, Kurt Walker, Jenna Reneau, Dannica Mosher | ESPNU/NBA TV, TSN2 |
| 18 août 2022 20h00 EDT | Rapport | Jonquel Jones (19) Alyssa Thomas (10) Alyssa Thomas (7) | Points Rebonds Passes d.                        | Allisha Gray (17) Trois joueuses (5) Deux joueuses (3) |  | Mohegan Sun Arena Affluence : 4,797 Arbitres : Eric Brewton, Kurt Walker, Jenna Reneau, Dannica Mosher | ESPNU/NBA TV, TSN2 |
| 18 août 2022 20h00 EDT | Rapport | Le Connecticut méne la série 1 à 0                      |                                                 |                                                        |  | Mohegan Sun Arena Affluence : 4,797 Arbitres : Eric Brewton, Kurt Walker, Jenna Reneau, Dannica Mosher | ESPNU/NBA TV, TSN2 |

Match 2
Le deuxième match a commencé par une victoire dans le premier quart-temps pour Dallas, le quart s'est terminé en 22-7. Le deuxième quart-temps était plus égal, mais Dallas a quand même gagné par un point 24-23, menant 46-30 à la mi-temps. Dallas a prolongé son avance de la mi-temps dans le troisième quart-temps pour mener 76-47. Le Connecticut a fait un effort pour revenir du déficit de vingt-neuf points au début du quatrième quart-temps. Ils ont remporté le quatrième quart-temps 32-13, mais l'effort n'a pas été suffisant pour effacer l'avance et Dallas a remporté le troisième match. Dallas avait quatre joueuses qui ont marqué plus de dix points, menés par Kayla Thornton avec vingt points, Teaira McCowan en double-double en sortie de banc, marquant dix-sept points et onze rebonds, Allisha Gray avec quinze points et Marina Mabrey avec quatorze points. Le Sun avait trois joueuses avec plus de dix points, Jonquel Jones et Brionna Jones tous les deux avec vingt points et DiJonai Carrington avec treize points.
| 21 août 2022 12h00 EDT | Rapport | #3 Sun du Connecticut 79, #6 Wings de Dallas 89        | #3 Sun du Connecticut 79, #6 Wings de Dallas 89 | #3 Sun du Connecticut 79, #6 Wings de Dallas 89          |  | Mohegan Sun Arena Affluence : 6,788 Arbitres : Jeffrey Smith, Cheryl Flores, Isaac Barnett, Jenna Reneau | ABC, SN1 |
| 21 août 2022 12h00 EDT | Rapport | Score par quart-temps : 7–22, 23–24, 17–30, 32–13      |                                                 |                                                          |  | Mohegan Sun Arena Affluence : 6,788 Arbitres : Jeffrey Smith, Cheryl Flores, Isaac Barnett, Jenna Reneau | ABC, SN1 |
| 21 août 2022 12h00 EDT | Rapport | Score par mi-temps : 30-46, 49-43                      |                                                 |                                                          |  | Mohegan Sun Arena Affluence : 6,788 Arbitres : Jeffrey Smith, Cheryl Flores, Isaac Barnett, Jenna Reneau | ABC, SN1 |
| 21 août 2022 12h00 EDT | Rapport | Deux joueuses (20) Jonquel Jones (9) Alyssa Thomas (5) | Points Rebonds Passes d.                        | Kayla Thornton (20) Teaira McCowan (11) Allisha Gray (8) |  | Mohegan Sun Arena Affluence : 6,788 Arbitres : Jeffrey Smith, Cheryl Flores, Isaac Barnett, Jenna Reneau | ABC, SN1 |
| 21 août 2022 12h00 EDT | Rapport | Égalité dans la série 1 à 1                            |                                                 |                                                          |  | Mohegan Sun Arena Affluence : 6,788 Arbitres : Jeffrey Smith, Cheryl Flores, Isaac Barnett, Jenna Reneau | ABC, SN1 |

Match 3
Le troisième match a commencé avec un léger avantage pour l'équipe locale, alors que Dallas a remporté le premier quart-temps 19-15. Le Connecticut a remporté le deuxième quart-temps 19-15, et le match était à égalité à la mi-temps 34-34. Le Connecticut a construit un gros avantage après la mi-temps, remportant le troisième quart 23-12 et menant 57-46. Elles ont commencé le quatrième quart avec une avance de onze point et le remportant 16-12. Le Sun a remporté le troisième match par quinze points et sur le score de 73 à 58 et s'est qualifié pour les demi-finales. Le Sun avait quatre joueuses qui ont marqué plus de dix points, menés par DeWanna Bonner avec vingt et un points, Jonquel Jones en double-double avec onze points et dix rebonds, Alyssa Thomas avec treize points et Natisha Hiedeman avec onze points. Les Wings n'ont eu que deux joueuses qui ont marqué plus de 10 points Marina Mabrey avec vingt points et Veronica Burton avec dix points.
| 24 août 2022 21h00 EDT | Rapport | #6 Wings de Dallas 58, #3 Sun du Connecticut 73          | #6 Wings de Dallas 58, #3 Sun du Connecticut 73 | #6 Wings de Dallas 58, #3 Sun du Connecticut 73           |  | College Park Center Affluence : 5,016 Arbitres : Roy Gulbeyan, Amy Bonner, Toni Patillo, Randy Richardson | ESPN, TSN1/3/4 |
| 24 août 2022 21h00 EDT | Rapport | Score par quart-temps : 19–15, 15–19, 12–23, 12–16       |                                                 |                                                           |  | College Park Center Affluence : 5,016 Arbitres : Roy Gulbeyan, Amy Bonner, Toni Patillo, Randy Richardson | ESPN, TSN1/3/4 |
| 24 août 2022 21h00 EDT | Rapport | Score par mi-temps : 34-34, 24-39                        |                                                 |                                                           |  | College Park Center Affluence : 5,016 Arbitres : Roy Gulbeyan, Amy Bonner, Toni Patillo, Randy Richardson | ESPN, TSN1/3/4 |
| 24 août 2022 21h00 EDT | Rapport | Marina Mabrey (20) Teaira McCowan (12) Deux joueuses (4) | Points Rebonds Passes d.                        | DeWanna Bonner (21) Jonquel Jones (10) DeWanna Bonner (5) |  | College Park Center Affluence : 5,016 Arbitres : Roy Gulbeyan, Amy Bonner, Toni Patillo, Randy Richardson | ESPN, TSN1/3/4 |
| 24 août 2022 21h00 EDT | Rapport | Le Connecticut remporte la série 2 à 1                   |                                                 |                                                           |  | College Park Center Affluence : 5,016 Arbitres : Roy Gulbeyan, Amy Bonner, Toni Patillo, Randy Richardson | ESPN, TSN1/3/4 |

#### Storm de Seattle vs. Mystics de Washington (2-0)
La quatrième tête de série le Storm de Seattle, a affronté la cinquième tête de série les Mystics de Washington. Seattle est entré dans la série après avoir remporté cinq de ses dix derniers matches. Washington est entré dans la série après avoir remporté sept de ses dix derniers matches. Seattle a remporté la série de la saison 2-1, avec deux de ces matchs au cours des dix derniers matchs de la saison.
Matchs de saison régulière
| 23 juin 2022 | Rapport | Mystics de Washington 71, Storm de Seattle 85 | Mystics de Washington 71, Storm de Seattle 85 | Mystics de Washington 71, Storm de Seattle 85 |  | Climate Pledge Arena |

| 30 juillet 2022 | Rapport | Storm de Seattle 83, Mystics de Washington 77 | Storm de Seattle 83, Mystics de Washington 77 | Storm de Seattle 83, Mystics de Washington 77 |  | Entertainment and Sports Arena |

| 31 juillet 2022 | Rapport | Storm de Seattle 75, Mystics de Washington 78 | Storm de Seattle 75, Mystics de Washington 78 | Storm de Seattle 75, Mystics de Washington 78 |  | Entertainment and Sports Arena |

Match 1
Le premier match de la série a été un match très disputé avec les équipes terminant le premier quart à égalité, 18-18. Washington avait un léger avantage lors du deuxième quart-temps terminant en 42-40 et a pris une avance de deux points à la mi-temps. Seattle a mené le troisième quart 24-23, ramenant Washington à une avance d'un point à la fin du troisième quart-temps. Seattle a terminé fort en remportant le dernier quart 22-18, leur donnant la victoire 86-83. Seattle avait quatre joueuses qui ont marqué plus de dix points, menés par Breanna Stewart qui a marqué vingt-trois points et douze rebonds pour terminer en double-double, Jewell Loyd avec seize points, Gabby Williams avec douze points et Sue Bird avec dix points. Washington a également quatre joueuses qui ont marqué plus de dix points, menés par Elena Delle Donne avec vingt-six points, Ariel Atkins et Natasha Cloud ont toutes les deux marquer seize points, et la rookie Shakira Austin à termine avec douze points.
| 18 août 2022 22h00 EDT | Rapport | #4 Storm de Seattle 86, #5 Mystics de Washington 83          | #4 Storm de Seattle 86, #5 Mystics de Washington 83 | #4 Storm de Seattle 86, #5 Mystics de Washington 83             |  | Climate Pledge Arena Affluence : 8,917 Arbitres : Angelica Suffren, Maj Forsberg, Tiara Cruse, Robert Hussey | ESPN2, TSN2 |
| 18 août 2022 22h00 EDT | Rapport | Score par quart-temps : 18–18, 22–24, 24–23, 22–18           |                                                     |                                                                 |  | Climate Pledge Arena Affluence : 8,917 Arbitres : Angelica Suffren, Maj Forsberg, Tiara Cruse, Robert Hussey | ESPN2, TSN2 |
| 18 août 2022 22h00 EDT | Rapport | Score par mi-temps : 40-42, 46-41                            |                                                     |                                                                 |  | Climate Pledge Arena Affluence : 8,917 Arbitres : Angelica Suffren, Maj Forsberg, Tiara Cruse, Robert Hussey | ESPN2, TSN2 |
| 18 août 2022 22h00 EDT | Rapport | Breanna Stewart (23) Breanna Stewart (12) Gabby Williams (6) | Points Rebonds Passes d.                            | Elena Delle Donne (26) Shakira Austin (7) Elena Delle Donne (5) |  | Climate Pledge Arena Affluence : 8,917 Arbitres : Angelica Suffren, Maj Forsberg, Tiara Cruse, Robert Hussey | ESPN2, TSN2 |
| 18 août 2022 22h00 EDT | Rapport | Seattle méne la série 1 à 0                                  |                                                     |                                                                 |  | Climate Pledge Arena Affluence : 8,917 Arbitres : Angelica Suffren, Maj Forsberg, Tiara Cruse, Robert Hussey | ESPN2, TSN2 |

Match 2
Seattle a pris une avance rapide dans le deuxième match de la série, remportant le premier quart-temps 27-17. Washington a répondu au deuxième quart-temps, menant 45-43 et Seattle a pris une avance de deux points à la mi-temps. Seattle est sorti fort après la mi-temps, remportant le troisième quart 26-18. L'avance de dix points s'est avérée insurmontable pour les Mystics dans le quatrième quart, alors que Seattle a remporté le quart 26-23. La victoire de treize pointe une victoire assurée de deux matchs à zéro pour le Storm, et ils se sont qualifiés pour les demi-finales. Le Storm a cinq joueuses qui ont marqué plus de dix points Breanna Stewart a mené l'équipe avec vingt et un points et a ajouté dix rebonds pour enregistrer un deuxième double-double lors de la série, Sue Bird a également enregistré un double-double avec dix-huit points et dix passes, Jewell Loyd avec dix-neuf points, Gabby Williams avec quatorze et Tina Charles avec douze points. Les Mystics ont également eu cinq joueuses avec plus de dix points, menés par Natasha Cloud avec vingt et un points, Ariel Atkins avec quinze points, Elena Delle Donne et Shatori Walker-Kimbrough avec douze points chacune et Alysha Clark avec dix points.
| 21 août 2022 16h00 EDT | Rapport | #4 Storm de Seattle 97, #5 Mystics de Washington 84     | #4 Storm de Seattle 97, #5 Mystics de Washington 84 | #4 Storm de Seattle 97, #5 Mystics de Washington 84    |  | Climate Pledge Arena Affluence : 12,490 Arbitres : Roy Gulbeyan, Amy Bonner, Angelica Suffren, Tim Greene | ESPN, NBA TV Canada |
| 21 août 2022 16h00 EDT | Rapport | Score par quart-temps : 27–17, 18–26, 26–18, 26–23      |                                                     |                                                        |  | Climate Pledge Arena Affluence : 12,490 Arbitres : Roy Gulbeyan, Amy Bonner, Angelica Suffren, Tim Greene | ESPN, NBA TV Canada |
| 21 août 2022 16h00 EDT | Rapport | Score par mi-temps : 45-43, 52-41                       |                                                     |                                                        |  | Climate Pledge Arena Affluence : 12,490 Arbitres : Roy Gulbeyan, Amy Bonner, Angelica Suffren, Tim Greene | ESPN, NBA TV Canada |
| 21 août 2022 16h00 EDT | Rapport | Breanna Stewart (21) Breanna Stewart (10) Sue Bird (10) | Points Rebonds Passes d.                            | Natasha Cloud (21) Ariel Atkins (8) Shakira Austin (7) |  | Climate Pledge Arena Affluence : 12,490 Arbitres : Roy Gulbeyan, Amy Bonner, Angelica Suffren, Tim Greene | ESPN, NBA TV Canada |
| 21 août 2022 16h00 EDT | Rapport | Seattle remporte la série 2 à 0                         |                                                     |                                                        |  | Climate Pledge Arena Affluence : 12,490 Arbitres : Roy Gulbeyan, Amy Bonner, Angelica Suffren, Tim Greene | ESPN, NBA TV Canada |

### Demi-finales

#### Aces de Las Vegas vs. Storm de Seattle (3-1)
Les Aces et le Storm s'affronteront lors de la première série de demi-finales des playoffs. Les deux équipes entrent dans la série après avoir balayé leurs matchs de premier tour deux matchs à zéro. La tête de série numéro un les Aces ont battu la tête de série numéro huit le Mercury et La tête de série numéro quatre le Storm a battu la tête de série numéro cinq les Mystics. Les équipes ont disputé quatre matchs au cours de la saison régulière et les Aces ont remporter trois des quatre matchs.
Matchs de saison régulière
| 8 mai 2022 | Rapport | Storm de Seattle 74, Aces de Las Vegas 85 | Storm de Seattle 74, Aces de Las Vegas 85 | Storm de Seattle 74, Aces de Las Vegas 85 |  | Michelob Ultra Arena |

| 29 juin 2022 | Rapport | Aces de Las Vegas 78, Storm de Seattle 88 | Aces de Las Vegas 78, Storm de Seattle 88 | Aces de Las Vegas 78, Storm de Seattle 88 |  | Climate Pledge Arena |

| 7 août 2022 | Rapport | Aces de Las Vegas 89, Storm de Seattle 81 | Aces de Las Vegas 89, Storm de Seattle 81 | Aces de Las Vegas 89, Storm de Seattle 81 |  | Climate Pledge Arena |

| 14 mai 2022 | Rapport | Storm de Seattle 100, Aces de Las Vegas 109 | Storm de Seattle 100, Aces de Las Vegas 109 | Storm de Seattle 100, Aces de Las Vegas 109 |  | Michelob Ultra Arena |

Match 1
Seattle a commencé fort dans le premier match et a remporté le premier quart-temps 26-15. Les Aces sont revenus dans le deuxième quart-temps et ont réduit le déficit en gagnant 21-17. Le Storm à sept points d'avance à la mi-temps. Le score final du troisième quart-temps était une répétition de celui du deuxième, terminant à nouveau 21-17 en faveur des Aces. Au quatrième quart, le Storm a conservé sa mince avance et le quart-temps s'est terminé en 16-16, permettant au Storm de gagner le match par trois points. Le Storm a vu trois joueuses terminer à plus de dix points, menés par Jewell Loyd avec vingt-six points, Tina Charles avec treize points et dix-huit rebonds pour finir en double-double et Breanna Stewart qui finit avec vingt-quatre points. Les Aces ont également eu trois joueuses à plus de dix points, menés par Chelsea Gray avec vingt et un points, Kelsey Plum avec vingt points et Jackie Young avec onze points.
| 28 août 2022 16h00 EDT | Rapport | #1 Aces de Las Vegas 73, #4 Storm de Seattle 76      | #1 Aces de Las Vegas 73, #4 Storm de Seattle 76 | #1 Aces de Las Vegas 73, #4 Storm de Seattle 76  |  | Michelob Ultra Arena Affluence : 9,944 Arbitres : Eric Brewton, Isaac Barnett, Toni Patillo, Randy Richardson | ESPN, TSN3/4 |
| 28 août 2022 16h00 EDT | Rapport | Score par quart-temps : 15–26, 21–17, 21–17, 16–16   |                                                 |                                                  |  | Michelob Ultra Arena Affluence : 9,944 Arbitres : Eric Brewton, Isaac Barnett, Toni Patillo, Randy Richardson | ESPN, TSN3/4 |
| 28 août 2022 16h00 EDT | Rapport | Score par mi-temps : 36-43, 37-33                    |                                                 |                                                  |  | Michelob Ultra Arena Affluence : 9,944 Arbitres : Eric Brewton, Isaac Barnett, Toni Patillo, Randy Richardson | ESPN, TSN3/4 |
| 28 août 2022 16h00 EDT | Rapport | Chelsea Gray (21) A'ja Wilson (12) Deux joueuses (5) | Points Rebonds Passes d.                        | Jewell Loyd (26) Tina Charles (18) Sue Bird (12) |  | Michelob Ultra Arena Affluence : 9,944 Arbitres : Eric Brewton, Isaac Barnett, Toni Patillo, Randy Richardson | ESPN, TSN3/4 |
| 28 août 2022 16h00 EDT | Rapport | Seattle méne la série 1 à 0                          |                                                 |                                                  |  | Michelob Ultra Arena Affluence : 9,944 Arbitres : Eric Brewton, Isaac Barnett, Toni Patillo, Randy Richardson | ESPN, TSN3/4 |

Match 2
Seattle est sorti fort dans le deuxième match de la série, remportant le premier quart-temps 23-16. Cependant, les Aces ont répondu dans le deuxième quart-temps, s'imposant 20 à 13 pour égaliser à la mi-temps. Les Aces ont poursuivi sur leur lancer après la pause, remportant le troisième quart-temps 24-16. Le Storm a fait un retour et a remporté le quatrième quart-temps 21-18, mais a finalement chuté. Les Aces ont remporté le match par sept points pour égaliser la série à un match partout. Les Aces ont trois joueuses qui ont marquer plus de 10 point, menés par A'ja Wilson avec trente-trois points. Wilson un enregistré un double-double en captant également treize rebonds, Chelsea Gray avec dix-neuf points et Kelsey Plum avec dix-huit points. Jackie Young et Riquna Williams ont aussi marquer des points pour les Aces. Le Storm était mené par Breanna Stewart qui a marqué trente-deux points. Leur seule autre marqueuses à plus de dix points est Tina Charles avec dix-sept points.
| 31 août 2022 22h00 EDT | Rapport | #1 Aces de Las Vegas 78, #4 Storm de Seattle 73    | #1 Aces de Las Vegas 78, #4 Storm de Seattle 73 | #1 Aces de Las Vegas 78, #4 Storm de Seattle 73    |  | Michelob Ultra Arena Affluence : 9,755 Arbitres : Amy Bonner, Maj Forsberg, Tim Greene, Tiara Cruse | ESPN2, SN360 |
| 31 août 2022 22h00 EDT | Rapport | Score par quart-temps : 16–23, 20–13, 24–16, 18–21 |                                                 |                                                    |  | Michelob Ultra Arena Affluence : 9,755 Arbitres : Amy Bonner, Maj Forsberg, Tim Greene, Tiara Cruse | ESPN2, SN360 |
| 31 août 2022 22h00 EDT | Rapport | Score par mi-temps : 36-36, 42-37                  |                                                 |                                                    |  | Michelob Ultra Arena Affluence : 9,755 Arbitres : Amy Bonner, Maj Forsberg, Tim Greene, Tiara Cruse | ESPN2, SN360 |
| 31 août 2022 22h00 EDT | Rapport | A'ja Wilson (33) A'ja Wilson (13) Chelsea Gray (7) | Points Rebonds Passes d.                        | Breanna Stewart (32) Tina Charles (9) Sue Bird (6) |  | Michelob Ultra Arena Affluence : 9,755 Arbitres : Amy Bonner, Maj Forsberg, Tim Greene, Tiara Cruse | ESPN2, SN360 |
| 31 août 2022 22h00 EDT | Rapport | Égalité dans la série 1 à 1                        |                                                 |                                                    |  | Michelob Ultra Arena Affluence : 9,755 Arbitres : Amy Bonner, Maj Forsberg, Tim Greene, Tiara Cruse | ESPN2, SN360 |

Match 3
Las Vegas a pris un bon départ dans le troisième match, et a remporté le premier quart-temps 28-20. Dans le deuxième quart-temps les deux équipes ont fini à égalité à 20 et Vegas a pris une avance de huit points à la mi-temps. Seattle est sorti de la mi-temps et a remporté le troisième quart-temps 24-20 pour réduire le déficit à quatre points avant le quatrième quart-temps. Une fois de plus, Seattle a remporté le quart 28-24, envoyant le match en prolongation. Il s'agit du premier match en prolongation des playoffs 2022. Las Vegas a dominé les prolongation 18-6 pour gagner le match et prendre une avance de deux match contre un dans la série. Les Aces sont menés par A'ja Wilson qui a réussi un double-double en inscrivant trente-quatre points et 11 rebonds, Chelsea Gray a également réussi un double-double avec 29 points et 12 passes décisives. Kiah Stokes a raté un double-double d'un seul point alors qu'elle a marqué neuf points et prit douze rebonds, Kelsey Plum a marquer seize points et Riquna Williams quatorze points en sortie de banc. Seattle a été menée par Breanna Stewart qui a enregistré un double-double avec vingt points et quinze rebonds. Jewell Loyd et Sue Bird ont marquer dix-sept points, Tina Charles seize point, Stephanie Talbot douze points et Ezi Magbegor dix points.
| 4 septembre 2022 15h00 EDT | Rapport | #4 Storm de Seattle 98, #1 Aces de Las Vegas 110              | #4 Storm de Seattle 98, #1 Aces de Las Vegas 110 | #4 Storm de Seattle 98, #1 Aces de Las Vegas 110    | OT | Climate Pledge Arena Affluence : 15,431 Arbitres : Roy Gulbeyan, Cheryl Flores Isaac Barnett, Toni Patillo | ABC, NBA TV Canada |
| 4 septembre 2022 15h00 EDT | Rapport | Score par quart-temps : 20–28, 20–20, 24–20, 28–24, OT : 6–18 |                                                  |                                                     | OT | Climate Pledge Arena Affluence : 15,431 Arbitres : Roy Gulbeyan, Cheryl Flores Isaac Barnett, Toni Patillo | ABC, NBA TV Canada |
| 4 septembre 2022 15h00 EDT | Rapport | Score par mi-temps : 40-48, 58-62                             |                                                  |                                                     | OT | Climate Pledge Arena Affluence : 15,431 Arbitres : Roy Gulbeyan, Cheryl Flores Isaac Barnett, Toni Patillo | ABC, NBA TV Canada |
| 4 septembre 2022 15h00 EDT | Rapport | Breanna Stewart (20) Breanna Stewart (15) Sue Bird (8)        | Points Rebonds Passes d.                         | A'ja Wilson (34) Kiah Stokes (12) Chelsea Gray (12) | OT | Climate Pledge Arena Affluence : 15,431 Arbitres : Roy Gulbeyan, Cheryl Flores Isaac Barnett, Toni Patillo | ABC, NBA TV Canada |
| 4 septembre 2022 15h00 EDT | Rapport | Las Vegas méne la série 2 à 1                                 |                                                  |                                                     | OT | Climate Pledge Arena Affluence : 15,431 Arbitres : Roy Gulbeyan, Cheryl Flores Isaac Barnett, Toni Patillo | ABC, NBA TV Canada |

Match 4
Seattle a fortement entamé le quatrième match en remportant le premier quart-temps 23-19. Las Vegas a répondu dans le deuxième quart-temps en le gagnant 25-24. Seattle a une avance de trois points à la mi-temps. Las Vegas a dominé le troisième quart et en le gagnant de dix points, 22-12. Seattle a remporté le quatrième quart 33-31, mais ce n'était pas suffisant pour gagner le match. Las Vegas a gagné par cinq points et a remporté trois victoires dans la série. Ils se sont qualifiés pour la finale de la WNBA avec cette victoire. Les Aces ont été menés par Chelsea Gray qui a marqué trente et un points et obtenu dix passes décisives pour completer un double-double. A'ja Wilson a également réussi un double-double en inscrivant vingt-trois points et enregistrant treize rebonds. Jackie Young a marqué dix-huit points et Kelsey Plum quinze. Le Storm n'a eu que deux joueuses qui ont marquer plus de dix points,Breanna Stewart avec quarante-deux points, égalant le record de points de la WNBA dans un match de playoffs. Jewell Loyd a marqué vingt-neuf points.
| 6 septembre 2022 22h00 EDT | Rapport | #4 Storm de Seattle 92, #1 Aces de Las Vegas 97    | #4 Storm de Seattle 92, #1 Aces de Las Vegas 97 | #4 Storm de Seattle 92, #1 Aces de Las Vegas 97      |  | Climate Pledge Arena Affluence : 11,328 Arbitres : Eric Brewton, Tiara Cruse, Toni Patillo, Dannica Mosher | ESPN2, TSN3 |
| 6 septembre 2022 22h00 EDT | Rapport | Score par quart-temps : 23–19, 24–25, 12–22, 33–31 |                                                 |                                                      |  | Climate Pledge Arena Affluence : 11,328 Arbitres : Eric Brewton, Tiara Cruse, Toni Patillo, Dannica Mosher | ESPN2, TSN3 |
| 6 septembre 2022 22h00 EDT | Rapport | Score par mi-temps : 47-44, 45-53                  |                                                 |                                                      |  | Climate Pledge Arena Affluence : 11,328 Arbitres : Eric Brewton, Tiara Cruse, Toni Patillo, Dannica Mosher | ESPN2, TSN3 |
| 6 septembre 2022 22h00 EDT | Rapport | Breanna Stewart (42) Tina Charles (9) Sue Bird (8) | Points Rebonds Passes d.                        | Chelsea Gray (31) A'ja Wilson (13) Chelsea Gray (10) |  | Climate Pledge Arena Affluence : 11,328 Arbitres : Eric Brewton, Tiara Cruse, Toni Patillo, Dannica Mosher | ESPN2, TSN3 |
| 6 septembre 2022 22h00 EDT | Rapport | Las Vegas remporte la série 3 à 1                  |                                                 |                                                      |  | Climate Pledge Arena Affluence : 11,328 Arbitres : Eric Brewton, Tiara Cruse, Toni Patillo, Dannica Mosher | ESPN2, TSN3 |

#### Sky de Chicago vs. Sun du Connecticut (2-3)
Le Sky et le Sun s'affrontent dans la deuxième demi-finale des playoffs. Les deux équipes ont gagné leurs matchs du premier tour deux matchs contre un, les deux équipes ont perdu un match sur leur terrain. Le Sky, deuxième tête de série, a battu le Liberty, septième tête de série et le Sun, troisième tête de série, a battu les Wings, sixième tête de série. Les équipes se sont joué quatre fois en saison régulière, le Sky a remporté les quatre matchs.
Matchs de saison régulière
| 10 juin 2022 | Rapport | Sky de Chicago 83, Sun du Connecticut 79 | Sky de Chicago 83, Sun du Connecticut 79 | Sky de Chicago 83, Sun du Connecticut 79 |  | Mohegan Sun Arena |

| 29 juin 2022 | Rapport | Sun du Connecticut 83, Sky de Chicago 91 | Sun du Connecticut 83, Sky de Chicago 91 | Sun du Connecticut 83, Sky de Chicago 91 |  | Wintrust Arena |

| 31 juillet 2022 | Rapport | Sky de Chicago 95, Sun du Connecticut 92 | Sky de Chicago 95, Sun du Connecticut 92 | Sky de Chicago 95, Sun du Connecticut 92 |  | Mohegan Sun Arena |

| 7 août 2022 | Rapport | Sun du Connecticut 91, Sky de Chicago 94 | Sun du Connecticut 91, Sky de Chicago 94 | Sun du Connecticut 91, Sky de Chicago 94 |  | Wintrust Arena |

Match 1
Le premier match de la série était un match très disputée entre les deux équipes, le Sun remportant le premier quart 19-16. Le Sky est revenu pour remporter le deuxième quart-temps 18-15, et le match était à égalité à la mi-temps. Le Sun a connu un solide troisième quart-temps, gagnant 20-12, et a pris un avantage de huit points dans la dernière période. Le Sky a remporté le quatrième quart 17-14, mais cela n'a pas suffi à combler le déficit et le Sun a remporté le premier match avec quatre points d'avance. Le Sun a eu quatre joueurs à plus de dix points, DeWanna Bonner avec quinze points, Alyssa Thomas avec son deuxième double-double des playoffs en inscrivant douze points et dix rebonds, Jonquel Jones et Brionna Jones chacune avec douze points. Le Sky a été porté par Candace Parker qui a enregistré son quatrième double-double des playoffs en inscrivant dix-neuf points et dix-huit rebonds. Kahleah Copper a marqué treize points et Emma Meesseman a marqué dix points.
| 28 août 2022 20h00 EDT | Rapport | #2 Sky de Chicago 63, #3 Sun du Connecticut 68             | #2 Sky de Chicago 63, #3 Sun du Connecticut 68 | #2 Sky de Chicago 63, #3 Sun du Connecticut 68           |  | Wintrust Arena Affluence : 8,955 Arbitres : Amy Bonner, Tim Greene, Cheryl Flores, Dannica Mosher | ESPN2, TSN5 |
| 28 août 2022 20h00 EDT | Rapport | Score par quart-temps : 16–19, 18–15, 12–20, 17–14         |                                                |                                                          |  | Wintrust Arena Affluence : 8,955 Arbitres : Amy Bonner, Tim Greene, Cheryl Flores, Dannica Mosher | ESPN2, TSN5 |
| 28 août 2022 20h00 EDT | Rapport | Score par mi-temps : 34-34, 29-34                          |                                                |                                                          |  | Wintrust Arena Affluence : 8,955 Arbitres : Amy Bonner, Tim Greene, Cheryl Flores, Dannica Mosher | ESPN2, TSN5 |
| 28 août 2022 20h00 EDT | Rapport | Candace Parker (19) Candace Parker (18) Emma Meesseman (7) | Points Rebonds Passes d.                       | DeWanna Bonner (15) Alyssa Thomas (10) Alyssa Thomas (7) |  | Wintrust Arena Affluence : 8,955 Arbitres : Amy Bonner, Tim Greene, Cheryl Flores, Dannica Mosher | ESPN2, TSN5 |
| 28 août 2022 20h00 EDT | Rapport | Le Connecticut méne la série 1 à 0                         |                                                |                                                          |  | Wintrust Arena Affluence : 8,955 Arbitres : Amy Bonner, Tim Greene, Cheryl Flores, Dannica Mosher | ESPN2, TSN5 |

Match 2
Le Sky est sorti fort dans le deuxième match et a remporté le premier quart-temps par dix points, 24-14. Elles ont poursuivi leur domination dans le deuxième quart-temps, gagnant 23-18, et ont pris une avance de quinze points à la mi-temps. Le troisième quart-temps était plus proche, mais le Sky a tout de même gagné 18-16. Le Connecticut a fait un retour dans le quatrième quart-temps, s'imposant 29-20, mais cela n'a pas suffi à combler son déficit. Le Sky a remporté le match deux par huit points pour égaliser la série à un match par tout. Le Sky a cinq joueuses, tous leurs partants a marqué plus de dix points. Elles sont menés par Candace Parker qui a marqué vingt-deux points, Emma Meesseman Avec quatorze points, Allie Quigley avec treize points, Kahleah Copper avec douze points et Courtney Vandersloot avec dix points. Le Sun n'a que deux joueuses avec plus de dix points Jonquel Jones avec vingt-trois points et Natisha Hiedeman avec quatorze points.
| 31 août 2022 20h00 EDT | Rapport | #2 Sky de Chicago 85, #3 Sun du Connecticut 77                  | #2 Sky de Chicago 85, #3 Sun du Connecticut 77 | #2 Sky de Chicago 85, #3 Sun du Connecticut 77          |  | Wintrust Arena Affluence : 8,311 Arbitres : Roy Gulbeyan, Isaac Barnett, Toni Patillo, Dannica Mosher | ESPN2, NBA TV Canada |
| 31 août 2022 20h00 EDT | Rapport | Score par quart-temps : 24–14, 23–18, 18–16, 20–29              |                                                |                                                         |  | Wintrust Arena Affluence : 8,311 Arbitres : Roy Gulbeyan, Isaac Barnett, Toni Patillo, Dannica Mosher | ESPN2, NBA TV Canada |
| 31 août 2022 20h00 EDT | Rapport | Score par mi-temps : 47-32, 38-45                               |                                                |                                                         |  | Wintrust Arena Affluence : 8,311 Arbitres : Roy Gulbeyan, Isaac Barnett, Toni Patillo, Dannica Mosher | ESPN2, NBA TV Canada |
| 31 août 2022 20h00 EDT | Rapport | Candace Parker (22) Emma Meesseman (7) Courtney Vandersloot (8) | Points Rebonds Passes d.                       | Jonquel Jones (23) Alyssa Thomas (10) Alyssa Thomas (4) |  | Wintrust Arena Affluence : 8,311 Arbitres : Roy Gulbeyan, Isaac Barnett, Toni Patillo, Dannica Mosher | ESPN2, NBA TV Canada |
| 31 août 2022 20h00 EDT | Rapport | Égalité dans la série 1 à 1                                     |                                                |                                                         |  | Wintrust Arena Affluence : 8,311 Arbitres : Roy Gulbeyan, Isaac Barnett, Toni Patillo, Dannica Mosher | ESPN2, NBA TV Canada |

Match 3
Le troisième match a commencé avec le Connecticut remportant le premier quart-temps 21-18. Chicago est revenu pour remporter le deuxième quart-temps 22-17 et prendre une avance de deux points à la mi-temps. Le match est resté sur le fil du rasoir tout au long du troisième quart et le Connecticut s'est imposé 17-16. Le Sky avait une avance d'un point dans le quatrième et a pu conserver cette avance, rapportant le quart-temps 20-17. Leur victoire de quatre points lors du troisième match a donné à Chicago une avance de deux match a un dans la série. Le Sky sont menés par Candace Parker qui a enregistraire son cinquième double-double des séries playoffs, marquant seize points et onze rebonds. Kahleah Copper a marqué quinze points, Emma Meesseman treize points et Courtney Vandersloot douze points. Le Sun est mené par DeWanna Bonner, qui a réussi un double-double avec dix-huit points et onze rebonds. Natisha Hiedeman a marqué quatorze points, Courtney Williams douze points et Brionna Jones a également marqué douze points en sortie de banc.
| 4 septembre 2022 13h00 EDT | Rapport | #3 Sun du Connecticut 72, #2 Sky de Chicago 76           | #3 Sun du Connecticut 72, #2 Sky de Chicago 76 | #3 Sun du Connecticut 72, #2 Sky de Chicago 76             |  | Mohegan Sun Arena Affluence : 9,142 Arbitres : Eric Brewton, Maj Forsberg, Tiara Cruse | ESPN2, NBA TV Canada |
| 4 septembre 2022 13h00 EDT | Rapport | Score par quart-temps : 21–18, 17–22, 17–16, 17–20       |                                                |                                                            |  | Mohegan Sun Arena Affluence : 9,142 Arbitres : Eric Brewton, Maj Forsberg, Tiara Cruse | ESPN2, NBA TV Canada |
| 4 septembre 2022 13h00 EDT | Rapport | Score par mi-temps : 38-40, 34-36                        |                                                |                                                            |  | Mohegan Sun Arena Affluence : 9,142 Arbitres : Eric Brewton, Maj Forsberg, Tiara Cruse | ESPN2, NBA TV Canada |
| 4 septembre 2022 13h00 EDT | Rapport | DeWanna Bonner (18) Alyssa Thomas (13) Alyssa Thomas (7) | Points Rebonds Passes d.                       | Candace Parker (16) Candace Parker (11) Emma Meesseman (6) |  | Mohegan Sun Arena Affluence : 9,142 Arbitres : Eric Brewton, Maj Forsberg, Tiara Cruse | ESPN2, NBA TV Canada |
| 4 septembre 2022 13h00 EDT | Rapport | Chicago méne la série 2 à 1                              |                                                |                                                            |  | Mohegan Sun Arena Affluence : 9,142 Arbitres : Eric Brewton, Maj Forsberg, Tiara Cruse | ESPN2, NBA TV Canada |

Match 4
Le Connecticut a bien commencé le quatrième match et a remporté le premier quart-temps 30-22. Elles ont poursuivi leur domination dans le deuxième quart-temps pour le remporter 28-19 et prendre une avance de dix-sept points à la mi-temps. Elles ont élargi cette avance au troisième quart-temps, gagnant 25-20. Le Connecticut a également remporté le quatrième quart 21-19, pour forcer un cinquième match décisif dans la série. Le Sun avait six joueuses qui ont marqué plus de dix points, Courtney Williams et DeWanna Bonner qui ont tous deux marqué dix-neuf points. Alyssa Thomas avec dix-sept points, DiJonai Carrington avec douze points, Brionna Jones avec onze points et Odyssey Sims avec dix points. Le Sky a également eu six joueuses qui ont marqué plus de dix points et ont été menés par Kahleah Copper avec seize points, Emma Meesseman avec quatorze points, Candace Parker avec onze points. Allie Quigley, Courtney Vandersloot et Dana Evan ont marqué dix points.
| 6 septembre 2022 20h00 EDT | Rapport | #3 Sun du Connecticut 104, #2 Sky de Chicago 80        | #3 Sun du Connecticut 104, #2 Sky de Chicago 80 | #3 Sun du Connecticut 104, #2 Sky de Chicago 80           |  | Mohegan Sun Arena Affluence : 5,868 Arbitres : Roy Gulbeyan, Amy Bonner, Tim Greene | ESPN2, TSN3 |
| 6 septembre 2022 20h00 EDT | Rapport | Score par quart-temps : 30–22, 28–19, 25–20, 21–19     |                                                 |                                                           |  | Mohegan Sun Arena Affluence : 5,868 Arbitres : Roy Gulbeyan, Amy Bonner, Tim Greene | ESPN2, TSN3 |
| 6 septembre 2022 20h00 EDT | Rapport | Score par mi-temps : 58-41, 46-39                      |                                                 |                                                           |  | Mohegan Sun Arena Affluence : 5,868 Arbitres : Roy Gulbeyan, Amy Bonner, Tim Greene | ESPN2, TSN3 |
| 6 septembre 2022 20h00 EDT | Rapport | Deux joueuses (19) Alyssa Thomas (8) Jonquel Jones (5) | Points Rebonds Passes d.                        | Kahleah Copper (16) Candace Parker (9) Emma Meesseman (6) |  | Mohegan Sun Arena Affluence : 5,868 Arbitres : Roy Gulbeyan, Amy Bonner, Tim Greene | ESPN2, TSN3 |
| 6 septembre 2022 20h00 EDT | Rapport | Égalité dans la série 2 à 2                            |                                                 |                                                           |  | Mohegan Sun Arena Affluence : 5,868 Arbitres : Roy Gulbeyan, Amy Bonner, Tim Greene | ESPN2, TSN3 |

Match 5
Le cinquième match était à Chicago, mais le Connecticut a pris un bon départ, remportant le premier quart-temps 24-16. Le deuxième quart était un miroir du premier quart-temps et Chicago a gagné 24-16. Le match était à égalité à la mi-temps, avec un voyage en finale de la WNBA en jeu. À la sortie de la mi-temps, Chicago a affiché un bon quart-temps et s'est imposé 18-8. Cependant, le Connecticut a dominé le quatrième quart 24-5 et à remporté le match par neuf points pour assurer une victoire en trois matchs contre deux dans la série et un voyage en finale de la WNBA. Le Sun a vu ses cinq partants marqué plus de dix points, et seuls deux joueuses du banc ont marqué des points. Elles sont menés par DeWanna Bonner et Jonquel Jones qui ont chacune marqué quinze points. Jones a également réalisé un double-double en inscrivant dix rebonds. Natisha Hiedeman a marqué quatorze points et Alyssa Thomas et Courtney Williams ont marqué douze points. Le Sky avait trois joueuses qui ont terminé à plus de dix points. Kahleah Copper a marqué vingt-deux points, Emma Meesseman avec quatorze points et Courtney Vandersloot avec douze points.
| 8 septembre 2022 20h00 EDT | Rapport | #2 Sky de Chicago 63, #3 Sun du Connecticut 72           | #2 Sky de Chicago 63, #3 Sun du Connecticut 72 | #2 Sky de Chicago 63, #3 Sun du Connecticut 72          |  | Wintrust Arena Affluence : 8,014 Arbitres : Maj Forsberg, Cheryl Flores, Dannica Mosher, Randy Richardson | ESPN2, NBA TV Canada |
| 8 septembre 2022 20h00 EDT | Rapport | Score par quart-temps : 16–24, 24–16, 18–8, 5–24         |                                                |                                                         |  | Wintrust Arena Affluence : 8,014 Arbitres : Maj Forsberg, Cheryl Flores, Dannica Mosher, Randy Richardson | ESPN2, NBA TV Canada |
| 8 septembre 2022 20h00 EDT | Rapport | Score par mi-temps : 40-40, 23-32                        |                                                |                                                         |  | Wintrust Arena Affluence : 8,014 Arbitres : Maj Forsberg, Cheryl Flores, Dannica Mosher, Randy Richardson | ESPN2, NBA TV Canada |
| 8 septembre 2022 20h00 EDT | Rapport | Kahleah Copper (22) Candace Parker (9) Allie Quigley (9) | Points Rebonds Passes d.                       | Deux joueuses (15) Deux joueuses (10) Alyssa Thomas (8) |  | Wintrust Arena Affluence : 8,014 Arbitres : Maj Forsberg, Cheryl Flores, Dannica Mosher, Randy Richardson | ESPN2, NBA TV Canada |
| 8 septembre 2022 20h00 EDT | Rapport | Le Connecticut remporte la série 3 à 2                   |                                                |                                                         |  | Wintrust Arena Affluence : 8,014 Arbitres : Maj Forsberg, Cheryl Flores, Dannica Mosher, Randy Richardson | ESPN2, NBA TV Canada |

### Finale

#### Aces de Las Vegas vs. Sun du Connecticut (3-1)
Matchs de saison régulière
| 31 mai 2022 | Rapport | Sun du Connecticut 81, Aces de Las Vegas 89 | Sun du Connecticut 81, Aces de Las Vegas 89 | Sun du Connecticut 81, Aces de Las Vegas 89 |  | Michelob Ultra Arena |

| 2 juin 2022 | Rapport | Sun du Connecticut 97, Aces de Las Vegas 90 | Sun du Connecticut 97, Aces de Las Vegas 90 | Sun du Connecticut 97, Aces de Las Vegas 90 |  | Michelob Ultra Arena |

| 17 juillet 2022 | Rapport | Aces de Las Vegas 91, Sun du Connecticut 83 | Aces de Las Vegas 91, Sun du Connecticut 83 | Aces de Las Vegas 91, Sun du Connecticut 83 |  | Mohegan Sun Arena |

Match 1
| 11 septembre 2022 15h00 EDT | Rapport | #1 Aces de Las Vegas 67, #3 Sun du Connecticut 64  | #1 Aces de Las Vegas 67, #3 Sun du Connecticut 64 | #1 Aces de Las Vegas 67, #3 Sun du Connecticut 64       |  | Michelob Ultra Arena Affluence : 10,135 Arbitres : Eric Brewton, Tiara Cruse, Dannica Mosher, Randy Richardson | ABC, TSN5 |
| 11 septembre 2022 15h00 EDT | Rapport | Score par quart-temps : 25–17, 9–21, 21–15, 12–11  |                                                   |                                                         |  | Michelob Ultra Arena Affluence : 10,135 Arbitres : Eric Brewton, Tiara Cruse, Dannica Mosher, Randy Richardson | ABC, TSN5 |
| 11 septembre 2022 15h00 EDT | Rapport | Score par mi-temps : 34-38, 33-26                  |                                                   |                                                         |  | Michelob Ultra Arena Affluence : 10,135 Arbitres : Eric Brewton, Tiara Cruse, Dannica Mosher, Randy Richardson | ABC, TSN5 |
| 11 septembre 2022 15h00 EDT | Rapport | A'ja Wilson (24) A'ja Wilson (11) Chelsea Gray (3) | Points Rebonds Passes d.                          | Alyssa Thomas (19) Alyssa Thomas (11) Deux joueuses (5) |  | Michelob Ultra Arena Affluence : 10,135 Arbitres : Eric Brewton, Tiara Cruse, Dannica Mosher, Randy Richardson | ABC, TSN5 |
| 11 septembre 2022 15h00 EDT | Rapport | Las Vegas méne la série 1 à 0                      |                                                   |                                                         |  | Michelob Ultra Arena Affluence : 10,135 Arbitres : Eric Brewton, Tiara Cruse, Dannica Mosher, Randy Richardson | ABC, TSN5 |

Match 2
| 13 septembre 2022 21h00 EDT | Rapport | #1 Aces de Las Vegas 85, #3 Sun du Connecticut 71  | #1 Aces de Las Vegas 85, #3 Sun du Connecticut 71 | #1 Aces de Las Vegas 85, #3 Sun du Connecticut 71               |  | Michelob Ultra Arena Affluence : 10,211 Arbitres : Roy Gulbeyan, Tim Greene, Cheryl Flores, Dannica Mosher | ESPN, TSN1/4 |
| 13 septembre 2022 21h00 EDT | Rapport | Score par quart-temps : 23–15, 22–22, 23–17, 17–17 |                                                   |                                                                 |  | Michelob Ultra Arena Affluence : 10,211 Arbitres : Roy Gulbeyan, Tim Greene, Cheryl Flores, Dannica Mosher | ESPN, TSN1/4 |
| 13 septembre 2022 21h00 EDT | Rapport | Score par mi-temps : 45-37, 40-34                  |                                                   |                                                                 |  | Michelob Ultra Arena Affluence : 10,211 Arbitres : Roy Gulbeyan, Tim Greene, Cheryl Flores, Dannica Mosher | ESPN, TSN1/4 |
| 13 septembre 2022 21h00 EDT | Rapport | A'ja Wilson (26) A'ja Wilson (10) Chelsea Gray (8) | Points Rebonds Passes d.                          | Courtney Williams (18) Jonquel Jones (11) Courtney Williams (5) |  | Michelob Ultra Arena Affluence : 10,211 Arbitres : Roy Gulbeyan, Tim Greene, Cheryl Flores, Dannica Mosher | ESPN, TSN1/4 |
| 13 septembre 2022 21h00 EDT | Rapport | Las Vegas méne la série 2 à 0                      |                                                   |                                                                 |  | Michelob Ultra Arena Affluence : 10,211 Arbitres : Roy Gulbeyan, Tim Greene, Cheryl Flores, Dannica Mosher | ESPN, TSN1/4 |

Match 3
| 15 septembre 2022 21h00 EDT | Rapport | #3 Sun du Connecticut 105, #1 Aces de Las Vegas 76       | #3 Sun du Connecticut 105, #1 Aces de Las Vegas 76 | #3 Sun du Connecticut 105, #1 Aces de Las Vegas 76  |  | Mohegan Sun Arena Affluence : 8,745 Arbitres : Amy Bonner, Maj Forsberg, Isaac Barnett | ESPN, SN360 |
| 15 septembre 2022 21h00 EDT | Rapport | Score par quart-temps : 34–19, 19–23, 24–27, 28–7        |                                                    |                                                     |  | Mohegan Sun Arena Affluence : 8,745 Arbitres : Amy Bonner, Maj Forsberg, Isaac Barnett | ESPN, SN360 |
| 15 septembre 2022 21h00 EDT | Rapport | Score par mi-temps : 53-42, 52-34                        |                                                    |                                                     |  | Mohegan Sun Arena Affluence : 8,745 Arbitres : Amy Bonner, Maj Forsberg, Isaac Barnett | ESPN, SN360 |
| 15 septembre 2022 21h00 EDT | Rapport | Jonquel Jones (20) Alyssa Thomas (15) Alyssa Thomas (11) | Points Rebonds Passes d.                           | Jackie Young (22) Kiah Stokes (7) Chelsea Gray (11) |  | Mohegan Sun Arena Affluence : 8,745 Arbitres : Amy Bonner, Maj Forsberg, Isaac Barnett | ESPN, SN360 |
| 15 septembre 2022 21h00 EDT | Rapport | Las Vegas méne la série 2 à 1                            |                                                    |                                                     |  | Mohegan Sun Arena Affluence : 8,745 Arbitres : Amy Bonner, Maj Forsberg, Isaac Barnett | ESPN, SN360 |

Match 4
| 18 septembre 2022 16h00 EDT | Rapport | #3 Sun du Connecticut 71, #1 Aces de Las Vegas 78            | #3 Sun du Connecticut 71, #1 Aces de Las Vegas 78 | #3 Sun du Connecticut 71, #1 Aces de Las Vegas 78   |  | Mohegan Sun Arena Affluence : 9,652 Arbitres : Eric Brewton, Tim Greene, Tiara Cruse | ESPN, SN1 |
| 18 septembre 2022 16h00 EDT | Rapport | Score par quart-temps : 12–16, 16–14, 21–23, 22–25           |                                                   |                                                     |  | Mohegan Sun Arena Affluence : 9,652 Arbitres : Eric Brewton, Tim Greene, Tiara Cruse | ESPN, SN1 |
| 18 septembre 2022 16h00 EDT | Rapport | Score par mi-temps : 28-30, 43-48                            |                                                   |                                                     |  | Mohegan Sun Arena Affluence : 9,652 Arbitres : Eric Brewton, Tim Greene, Tiara Cruse | ESPN, SN1 |
| 18 septembre 2022 16h00 EDT | Rapport | Courtney Williams (17) Alyssa Thomas (10) Alyssa Thomas (11) | Points Rebonds Passes d.                          | Chelsea Gray (20) A'ja Wilson (14) Jackie Young (8) |  | Mohegan Sun Arena Affluence : 9,652 Arbitres : Eric Brewton, Tim Greene, Tiara Cruse | ESPN, SN1 |
| 18 septembre 2022 16h00 EDT | Rapport | Las Vegas remporte le titre 3 à 1                            |                                                   |                                                     |  | Mohegan Sun Arena Affluence : 9,652 Arbitres : Eric Brewton, Tim Greene, Tiara Cruse | ESPN, SN1 |

## Statistiques et Récompense
| Catégorie                        | Équipe                | Stat.  |
| -------------------------------- | --------------------- | ------ |
| Points par match                 | Storm de Seattle      | 87,0   |
| Rebonds par match                | Sun du Connecticut    | 38,8   |
| Passes par match                 | Sky de Chicago        | 22,4   |
| Interceptions par match          | Sky de Chicago        | 9,1    |
| Contres par match                | Sky de Chicago        | 6,0    |
| Pertes de balles par match (min) | Storm de Seattle      | 9,2    |
| Pertes de balles par match (max) | Wings de Dallas       | 15,0   |
| Pourcentage de réussite          | Aces de Las Vegas     | 48,0 % |
| Pourcentage à 3 points           | Mystics de Washington | 45,7 % |
| Pourcentage aux lancers francs   | Liberty de New York   | 90,2 % |
| Différentiel de points (+)       | Aces de Las Vegas     | + 6,7  |
| Différentiel de points (-)       | Mercury de Phoenix    | - 26,5 |

| Catégorie                      | Joueuse         | Équipe    | Stat. |
| ------------------------------ | --------------- | --------- | ----- |
| Points par match               | Breanna Stewart | Seattle   | 27,0  |
| Rebonds par match              | Brianna Turner  | Phoenix   | 11,5  |
| Passes par match               | Sue Bird        | Seattle   | 7,7   |
| Interceptions par match        | Shey Peddy      | Phoenix   | 2,0   |
| Contres par match              | Candace Parker  | Chicago   | 2,6   |
| Ballons perdus par match       | Marina Mabrey   | Dallas    | 4,7   |
| Minutes jouées par match       | Breanna Stewart | Seattle   | 38,8  |
| Pourcentage de réussite        | Chelsea Gray    | Las Vegas | 61,1% |
| Pourcentage à 3 points         | Chelsea Gray    | Las Vegas | 54,4% |
| Pourcentage aux lancers francs | Jewell Loyd     | Seattle   | 92,9% |

- MVP des Finales WNBA :  Chelsea Gray (Aces de Las Vegas)[26]

## Pour approfondir